# Wallace & Gromit: Hämnden har vingar
Wallace & Gromit: Hämnden har vingar (originaltitel: Wallace & Gromit: Vengeance Most Fowl) är en brittisk stop motion-animerad film från 2024. Filmen är regisserad av Nick Park och Merlin Crossingham efter ett manus skrivet av Park och Mark Burton, producerad av Aardman Animations och distribuerad av Netflix. Filmen är den sjätte filmen om radarparet Wallace och Gromit, och den andra långfilmen i serien sedan Wallace & Gromit: Varulvskaninens förbannelse (2005).
Peter Sallis, som gjort rösten till Wallace i tidigare filmer, gick bort 2017. Rösten har därmed tagits över av Ben Whitehead. En tidig teaser visade återkomsten av Fjädern McGraw, den ondskefulla pingvinen från kortfilmen Wallace & Gromit: Fel brallor.
Filmen hade premiär på AFI Fest den 27 oktober 2024 och hade senare premiär på Netflix den 3 januari 2025.

## Handling
Wallace har blivit överberoende av sina uppfinningar. Gromits oro över detta visar sig berättigad när Wallace uppfinner Norbot, en mekanisk trädgårdstomte med artificiell intelligens som likt andra robotar har brister. Wallace visar upp sin nya uppfinning i ett TV-program, vilket gör att pingvinen Fjädern McGraw får veta om den. McGraw hamnade bakom lås och bom på grund av Wallace och Gromit och han är ute efter hämnd på dem. Han hackar Norbot och använder honom till sina egna olycksbådande syften.